# Lophanthus sessilifolius
Lophanthus sessilifolius là một loài thực vật có hoa trong họ Hoa môi. Loài này được (Bunge) Levin mô tả khoa học đầu tiên năm 1941.